# Llista d'asteroides/154601-154700
| Nom              | Designació provisional | Data de descobriment   | Lloc de descobriment | Descobridor/s  |
| ---------------- | ---------------------- | ---------------------- | -------------------- | -------------- |
| 154601 -         | 2003 PO2               | 2 d'agost de 2003      | Haleakala            | NEAT           |
| 154602 -         | 2003 PV11              | 1 d'agost de 2003      | Socorro              | LINEAR         |
| 154603 -         | 2003 QV25              | 22 d'agost de 2003     | Palomar              | NEAT           |
| 154604 -         | 2003 QM29              | 23 d'agost de 2003     | Črni Vrh             | Črni Vrh       |
| 154605 -         | 2003 QG34              | 22 d'agost de 2003     | Palomar              | NEAT           |
| 154606 -         | 2003 QK45              | 23 d'agost de 2003     | Socorro              | LINEAR         |
| 154607 -         | 2003 QJ57              | 23 d'agost de 2003     | Socorro              | LINEAR         |
| 154608 -         | 2003 QE63              | 23 d'agost de 2003     | Socorro              | LINEAR         |
| 154609 -         | 2003 QF97              | 30 d'agost de 2003     | Kitt Peak            | Spacewatch     |
| 154610 -         | 2003 QD101             | 28 d'agost de 2003     | Haleakala            | NEAT           |
| 154611 -         | 2003 RL4               | 2 de setembre de 2003  | Socorro              | LINEAR         |
| 154612 -         | 2003 SO37              | 16 de setembre de 2003 | Palomar              | NEAT           |
| 154613 -         | 2003 SJ56              | 16 de setembre de 2003 | Anderson Mesa        | LONEOS         |
| 154614 -         | 2003 SN58              | 17 de setembre de 2003 | Anderson Mesa        | LONEOS         |
| 154615 -         | 2003 SG59              | 17 de setembre de 2003 | Anderson Mesa        | LONEOS         |
| 154616 -         | 2003 SX137             | 21 de setembre de 2003 | Socorro              | LINEAR         |
| 154617 -         | 2003 SU155             | 19 de setembre de 2003 | Anderson Mesa        | LONEOS         |
| 154618 -         | 2003 SZ176             | 18 de setembre de 2003 | Palomar              | NEAT           |
| 154619 -         | 2003 SV189             | 23 de setembre de 2003 | Haleakala            | NEAT           |
| 154620 -         | 2003 ST203             | 22 de setembre de 2003 | Anderson Mesa        | LONEOS         |
| 154621 -         | 2003 SZ204             | 22 de setembre de 2003 | Kitt Peak            | Spacewatch     |
| 154622 -         | 2003 SD205             | 23 de setembre de 2003 | Palomar              | NEAT           |
| 154623 -         | 2003 SU238             | 27 de setembre de 2003 | Socorro              | LINEAR         |
| 154624 -         | 2003 SS260             | 27 de setembre de 2003 | Kitt Peak            | Spacewatch     |
| 154625 -         | 2003 SP297             | 18 de setembre de 2003 | Haleakala            | NEAT           |
| 154626 -         | 2003 SP309             | 27 de setembre de 2003 | Socorro              | LINEAR         |
| 154627 -         | 2003 UO14              | 16 d'octubre de 2003   | Kitt Peak            | Spacewatch     |
| 154628 -         | 2003 UA224             | 22 d'octubre de 2003   | Socorro              | LINEAR         |
| 154629 -         | 2003 UM263             | 27 d'octubre de 2003   | Socorro              | LINEAR         |
| 154630 -         | 2003 VA10              | 14 de novembre de 2003 | Palomar              | NEAT           |
| 154631 -         | 2003 WO25              | 21 de novembre de 2003 | Palomar              | NEAT           |
| 154632 -         | 2003 WT151             | 26 de novembre de 2003 | Kitt Peak            | Spacewatch     |
| 154633 -         | 2003 XT                | 3 de desembre de 2003  | Socorro              | LINEAR         |
| 154634 -         | 2003 XX38              | 4 de desembre de 2003  | Socorro              | LINEAR         |
| 154635 -         | 2003 YX                | 17 de desembre de 2003 | Socorro              | LINEAR         |
| 154636 -         | 2003 YB4               | 16 de desembre de 2003 | Catalina             | CSS            |
| 154637 -         | 2003 YD26              | 18 de desembre de 2003 | Socorro              | LINEAR         |
| 154638 -         | 2003 YT79              | 18 de desembre de 2003 | Socorro              | LINEAR         |
| 154639 -         | 2003 YJ90              | 19 de desembre de 2003 | Kitt Peak            | Spacewatch     |
| 154640 -         | 2003 YW117             | 17 de desembre de 2003 | Socorro              | LINEAR         |
| 154641 -         | 2003 YS124             | 28 de desembre de 2003 | Socorro              | LINEAR         |
| 154642 -         | 2004 AX10              | 5 de gener de 2004     | Socorro              | LINEAR         |
| 154643 -         | 2004 BN83              | 28 de gener de 2004    | Socorro              | LINEAR         |
| 154644 -         | 2004 BH112             | 26 de gener de 2004    | Anderson Mesa        | LONEOS         |
| 154645 -         | 2004 BY116             | 28 de gener de 2004    | Catalina             | CSS            |
| 154646 -         | 2004 BC122             | 28 de gener de 2004    | Catalina             | CSS            |
| 154647 -         | 2004 CS49              | 11 de febrer de 2004   | Anderson Mesa        | LONEOS         |
| 154648 -         | 2004 DN3               | 19 de febrer de 2004   | Socorro              | LINEAR         |
| 154649 -         | 2004 DH25              | 19 de febrer de 2004   | Socorro              | LINEAR         |
| 154650 -         | 2004 EA12              | 11 de març de 2004     | Palomar              | NEAT           |
| 154651 -         | 2004 EP15              | 12 de març de 2004     | Palomar              | NEAT           |
| 154652 -         | 2004 EP20              | 15 de març de 2004     | Socorro              | LINEAR         |
| 154653 -         | 2004 ES54              | 14 de març de 2004     | Palomar              | NEAT           |
| 154654 -         | 2004 EG85              | 15 de març de 2004     | Socorro              | LINEAR         |
| 154655 -         | 2004 EZ110             | 15 de març de 2004     | Kitt Peak            | Spacewatch     |
| 154656 -         | 2004 FE3               | 17 de març de 2004     | Socorro              | LINEAR         |
| 154657 -         | 2004 FE11              | 17 de març de 2004     | Kitt Peak            | Spacewatch     |
| 154658 -         | 2004 FA18              | 27 de març de 2004     | Anderson Mesa        | LONEOS         |
| 154659 -         | 2004 FT20              | 16 de març de 2004     | Catalina             | CSS            |
| 154660 Kavelaars | 2004 FX29              | 29 de març de 2004     | Mauna Kea            | D. D. Balam    |
| 154661 -         | 2004 FL32              | 30 de març de 2004     | Socorro              | LINEAR         |
| 154662 -         | 2004 FO46              | 17 de març de 2004     | Socorro              | LINEAR         |
| 154663 -         | 2004 FP65              | 19 de març de 2004     | Socorro              | LINEAR         |
| 154664 -         | 2004 FM67              | 20 de març de 2004     | Socorro              | LINEAR         |
| 154665 -         | 2004 FS70              | 17 de març de 2004     | Kitt Peak            | Spacewatch     |
| 154666 -         | 2004 FQ81              | 16 de març de 2004     | Socorro              | LINEAR         |
| 154667 -         | 2004 FW108             | 23 de març de 2004     | Kitt Peak            | Spacewatch     |
| 154668 -         | 2004 FY118             | 22 de març de 2004     | Socorro              | LINEAR         |
| 154669 -         | 2004 FA127             | 27 de març de 2004     | Socorro              | LINEAR         |
| 154670 -         | 2004 FK134             | 26 de març de 2004     | Socorro              | LINEAR         |
| 154671 -         | 2004 FA148             | 16 de març de 2004     | Siding Spring        | SSS            |
| 154672 -         | 2004 GR5               | 11 d'abril de 2004     | Catalina             | CSS            |
| 154673 -         | 2004 GV12              | 11 d'abril de 2004     | Palomar              | NEAT           |
| 154674 -         | 2004 GS14              | 13 d'abril de 2004     | Palomar              | NEAT           |
| 154675 -         | 2004 GT19              | 15 d'abril de 2004     | Socorro              | LINEAR         |
| 154676 -         | 2004 GM24              | 13 d'abril de 2004     | Kitt Peak            | Spacewatch     |
| 154677 -         | 2004 GF30              | 12 d'abril de 2004     | Palomar              | NEAT           |
| 154678 -         | 2004 GV33              | 12 d'abril de 2004     | Palomar              | NEAT           |
| 154679 -         | 2004 GD37              | 14 d'abril de 2004     | Anderson Mesa        | LONEOS         |
| 154680 -         | 2004 GT37              | 14 d'abril de 2004     | Anderson Mesa        | LONEOS         |
| 154681 -         | 2004 GX37              | 14 d'abril de 2004     | Anderson Mesa        | LONEOS         |
| 154682 -         | 2004 GE49              | 12 d'abril de 2004     | Kitt Peak            | Spacewatch     |
| 154683 -         | 2004 GK59              | 12 d'abril de 2004     | Anderson Mesa        | LONEOS         |
| 154684 -         | 2004 GO59              | 12 d'abril de 2004     | Kitt Peak            | Spacewatch     |
| 154685 -         | 2004 GO74              | 15 d'abril de 2004     | Palomar              | NEAT           |
| 154686 -         | 2004 GC78              | 9 d'abril de 2004      | Siding Spring        | SSS            |
| 154687 -         | 2004 HS                | 17 d'abril de 2004     | Socorro              | LINEAR         |
| 154688 -         | 2004 HV1               | 20 d'abril de 2004     | Desert Eagle         | W. K. Y. Yeung |
| 154689 -         | 2004 HF2               | 16 d'abril de 2004     | Kitt Peak            | Spacewatch     |
| 154690 -         | 2004 HA6               | 17 d'abril de 2004     | Socorro              | LINEAR         |
| 154691 -         | 2004 HF18              | 17 d'abril de 2004     | Socorro              | LINEAR         |
| 154692 -         | 2004 HL26              | 20 d'abril de 2004     | Socorro              | LINEAR         |
| 154693 -         | 2004 HR44              | 21 d'abril de 2004     | Socorro              | LINEAR         |
| 154694 -         | 2004 HW48              | 22 d'abril de 2004     | Siding Spring        | SSS            |
| 154695 -         | 2004 HD50              | 23 d'abril de 2004     | Socorro              | LINEAR         |
| 154696 -         | 2004 HX61              | 25 d'abril de 2004     | Socorro              | LINEAR         |
| 154697 -         | 2004 JY1               | 10 de maig de 2004     | Reedy Creek          | J. Broughton   |
| 154698 -         | 2004 JQ8               | 12 de maig de 2004     | Siding Spring        | SSS            |
| 154699 -         | 2004 JT8               | 13 de maig de 2004     | Anderson Mesa        | LONEOS         |
| 154700 -         | 2004 JP13              | 8 de maig de 2004      | Palomar              | NEAT           |